# Takbir

L'expressió "Déu és el més gran" a la Bandera de l'Iraq.

El takbir (de l'àrab تكبير, takbīr) és la pràctica de recitar o simplement pronunciar l'expressió Al·lahu àkbar (àrab: الله أكبر, Allāhu akbar, ‘Déu és [el] més gran’), molt utilitzada en el món musulmà en tant que exclamació informal o expressió formal de fe.
L'expressió està composta per la forma Allāhu, nominatiu d'Allāh, traduït per ‘[l'Únic] Déu’, i la forma akbar, superlatiu de l'adjectiu kabīr ‘gran’, traduït per ‘més gran’.
Aquesta frase és recitada pels musulmans en moltes situacions diferents: per expressar la joia, en signe d'aprovació, per lloar un orador, com a crit de batalla o per donar-se ànims en cas de grans problemes. Igualment, sovint en comptes d'aplaudir, algú cridarà takbir! i la multitud respondrà en cor Al·lahu àkbar!
Com a expressió formal de fe, el takbir és la primera frase de la crida a la pregària (àdhan) dita pel muetzí, és l'expressió que es fa servir per a indicar que l'oració comença (iqama) i després encara es diu per a indicar cada etapa de l'oració.